# Комасация
Комаса̀цията е преразпределение на земеделските земи с цел собствениците да получат уедрени имоти на едно или повече места в замяна на дотогавашните им по-малки и разпръснати имоти.

## Произход на термина
Думата „комасация“ произхожда от латинската commassatio (групиране), през немската kommassation, kommassierung.
Сега в същото значение се среща и думата „консолидация“, идваща от английски – „land consolidation“.

## История
Комасацията като стопанско мероприятие винаги е била нещо повече от просто групиране на имоти за премахване на фрагментирането им с цел да се подобри производителността и да се намалят разходите. В някои страни – например Дания през 18 век, Русия през 19 и самото начало на 20 век, тя е свързана с по-широки социални и икономически реформи и освобождаване хората на село от зависимостта им от благородника – земевладелец, чрез създаване на техни частни стопанства.
Водещо е било разбирането, че подобряването на аграрната структура подобрява социалната жизнеспособност в земеделските райони, че което е добро за земеделските производители, то е добро и за земеделските райони, и за държавата. Едновременно с уедряването на имотите са предвиждани и извършвани действия за подобряване пътната инфраструктура, напояване, дренаж, подравняване, подобряване на почвите, промяна на използването на неподходящи за земеделие земи и др.
В последно време в мерките за развитие на селските райони все повече се поставя ударение и на неземеделските приложения, като съобразяване на ландшафта, отдих, транспорт, опазване на природата, защита на влажните зони, защита от наводнения, от ерозия на почвата и др.

## Комасацията в България
Първи опит за нормативно уреждане на комасацията в България е внесеният през 1908 г. в Народното събрание Законопроект за групиране на земите, който е останал неразгледан.
Първите практически опити за комасация в България са извършени през 1911 г. в с. Мадан, Фердинандска околия – сега в област Монтана, където по частна инициатива са уедрени отначало чрез последователни заменки и групиране разпръснатите имоти на петима братя, а впоследствие и на други собственици, и в течение на 10 – 12 години се създават т. нар. мадански чифлици.
В Закона за трудовата поземлена собственост, приет през 1921 г., има глава „Групиране на земите“. Разпоредби в такава насока има и в други закони от това време. През 1925 г. излиза Постановление за привилегиите при комасиране на земите. Въз основа на тази нормативна уредба е извършена комасация на отделни места в страната.
През 1941 г. Народното събрание приема Закон за кадастър и комасация. Законът е обнародван в ДВ, бр. 127 от 13 юни 1941 г. Като необходима предпоставка на комасацията е поставено наличието на кадастър на землищата, който се ползва и във връзка със сделките с имоти, ипотеките, редица технико-стопански мероприятия и други.
Комасацията се извършва въз основа на кадастрален план, с цел да се съберат полските имоти на отделните собственици на едно или повече места, да се създадат условия за по-добро стопанисване на същите и за благоустрояване на землището. Тя се провежда задължително в цялата страна и засяга всички земи, с изключение на изрично посочените в закона, по специална Програма за комасирането на отделните землища, изработвана ежегодно от службата за комасация и съставляваща част от общия държавен план за подобрение и увеличение на работната земя.
Законът урежда детайлно цялостната дейност по извършване на комасацията, включително утвърждаването на комасационния план и въвеждането на стопаните във владение на комасационните парцели. Влезлият в законна сила комасационен план става кадастрален план.
Законът за кадастър и комасация от 1941 г. е отменен по силата на Закона за отменяване на всички закони, издадени преди 9.09.1944 г. (обн. в Известия на Президиума на Народното събрание, бр. 93 от 20 ноември 1951 г.).
След историческия период на социализма 1944 – 1989 г., през който стопанският ефект от уедряването на земеделските имоти е търсен по линията на кооперативното земеделие от 1991 г. нататък се извършва възстановяване на правото на собственост върху земеделски земи съгласно Закона за собствеността и ползването на земеделските земи. Дейността със стопанския ефект на комасацията е уредена в чл. 37е и 37з от същия закон под формата на създаване на уедрени поземлени имоти.